# 21 de noviembre
El 21 de noviembre es el 325.º (tricentésimo vigésimo quinto) día del año en el calendario gregoriano y el 326.º en los años bisiestos. Quedan 40 días para finalizar el año.

## Acontecimientos
- 164 a. C.: Judas Macabeo reconstruye el Templo de Jerusalén. Este evento se conmemora por la festividad de Jánuca.
- 235: en Roma (Italia), Antero es elegido papa, en reemplazo del recientemente fallecido Pontiano. Durante las persecuciones del emperador Maximino el Tracio será martirizado.
- 1272: en Inglaterra, tras la muerte del rey Enrique III (el 16 de noviembre), su hijo, Eduardo I se convierte en rey.
- 1386: en Georgia, Tamerlán captura y saquea la capital, Tiflis, y toma como rehén al rey Bagrat V.
- 1561: en la actual Bolivia, el asiento y minas de Potosí es elevada al rango de Villa Imperial de Potosí, y se exenta de la ciudad de La Plata.
- 1620 (11 de noviembre, según el antiguo calendario juliano): en el cabo Cod (en la actual región estadounidense de Massachusetts) los «Padres peregrinos» (colonos) a bordo del Mayflower, que escapan de la persecución religiosa en Inglaterra, fundan la Colonia de Plymouth y firman el Pacto del Mayflower (actualmente considerado el fundamento de la Constitución de Estados Unidos, de 1787).
- 1783: en París, el físico y químico Jean-François Pilâtre de Rozier y François Laurent hacen el primer vuelo en globo aerostático.
- 1789: Carolina del Norte es admitida como el duodécimo estado de los Estados Unidos.
- 1791: en Francia, el coronel Napoleón Bonaparte es promovido a General y designado comandante en jefe del Ejército de la República Francesa.
- 1807: en Estados Unidos el comerciante español Manuel Lisa establece el primer asentamiento del estado de Montana.
- 1839: en Chile se le concede al puerto de Tongoy el estatus de «puerto de comercio».
- 1861: en la guerra civil estadounidense, el presidente confederado Jefferson Davis nombra a Judah Philip Benjamin como Secretario de Guerra.
- 1874: en Birmingham (Inglaterra), se establece oficialmente el Aston Villa Football Club, nacido en marzo del mismo año.
- 1875: en la provincia de Buenos Aires (Argentina) se funda el partido de Brandsen.
- 1877: en Nueva York (Estados Unidos), Thomas Edison realiza la primera grabación de sonido con su primer fonógrafo: la canción Mary had a little lamb (‘María tenía un corderito’). Mostrará públicamente el dispositivo una semana después.
- 1894: en Port Arthur (Manchuria), soldados japoneses culminan la toma de Port Arthur donde periodistas de corte amarillista como James Creelman, del New York World atribuyen falsas atrocidades como el asesinato de más de 60 000 civiles chinos. Esta conquista resultará decisiva para la victoria japonesa en la primera guerra sino-japonesa.
- 1902: fin de la guerra de los Mil Días un conflicto civil de Colombia.
- 1905: el físico alemán Albert Einstein publica en la revista Annalen der Physik su artículo científico «La inercia de un cuerpo, ¿depende de su contenido energético?», donde revela la relación entre la energía y la masa de un cuerpo. Esto lo llevará a descubrir la fórmula de equivalencia entre masa y energía (E = mc²).
- 1910: en el acorazado Minas Geraes, estacionado en Río de Janeiro (en esa época capital de Brasil), un marinero es condenado a ser azotado con 250 latigazos (la máxima pena eran 25 latigazos) ante sus compañeros. Esto desata la Revuelta del látigo, tras la que el Gobierno encarcelará o asesinará a decenas de marineros ya rendidos con la garantía de una amnistía.
- 1916: en el mar Egeo ―en el marco de la Primera Guerra Mundial― se hunde el Britannic (buque hermano del Titanic) tras hacer estallar una mina marina. Mueren 30 personas.
- 1918: en la ciudad de Leópolis, situada al oeste de Ucrania ―en el marco de la Guerra polaco-ucraniana― soldados polacos perpetran un pogromo: en tres días asesinarán a unos 270 cristianos y a unos 50 judíos ucranianos.
- 1918: la bandera de Estonia, previamente utilizada por los activistas independentistas, es formalmente adoptada como la bandera nacional de la República de Estonia.
- 1920: durante un partido de fútbol gaélico en Croke Park (en Dublín, capital de Irlanda) ―en el marco de la Guerra de independencia― soldados de la Corona británica matan a tiros a varios futbolistas y miembros del público presente (Domingo Sangriento).
- 1927: en el estado de Colorado (Estados Unidos), un escuadrón de rangers ametrallan a los mineros en huelga (Masacre de Columbine). Mueren siete y decenas son heridos.
- 1937: Se estrena en Leningrado la Sinfonía Nr. 5, Op. 47 de Dimitri Shostakovich, con la Filarmónica de Leningrado bajo la batuta de Yevgeny Mravinsky, con un rotundo éxito que consagró a Shostakovich como el máximo compositor de la URSS.
- 1945: el sindicato United Auto Workers realiza una huelga en 92 fábricas de automóviles de la empresa General Motors en 50 ciudades de Estados Unidos, exigiendo un aumento de salario del 30 %.
- 1953: en Londres (Reino Unido), autoridades del Museo de Historia Natural anuncian que el Hombre de Piltdown, uno de los famosos "eslabones perdidos", era un fraude.
- 1958: en Venezuela se crea la Universidad de Oriente.
- 1959: en Nueva York, la radio WABC-AM echa al disyóquey Alan Freed (37) ―quien popularizó el término «rock and roll»― por haber participado en el escándalo de la payola (haber aceptado sobornos para difundir a un músico en particular).
- 1962: en China, el Ejército Popular de Liberación Chino declara un cese al fuego unilateral en la guerra sino-india.
- 1964: en la Ciudad del Vaticano finaliza la tercera sesión del Concilio Vaticano II de la Iglesia católica.
- 1964: Entre los distritos de Staten Island y Brooklyn (ciudad de Nueva York) se inaugura el puente de Verrazano-Narrows (cuya sección central mide 1298 m); en ese momento fue el puente colgante más largo del mundo.
- 1967: en el marco de la guerra de Vietnam, el general estadounidense William Westmoreland afirma ante periodistas: «Estoy absolutamente seguro de que aunque en 1965 el enemigo estaba ganando, hoy está indudablemente perdiendo». (Estados Unidos aceptaría que había perdido la guerra en 1973).
- 1969: en los Estados Unidos, el presidente Richard Nixon y el primer ministro japonés Eisaku Satō acuerdan la devolución a Japón de Okinawa, manteniendo Estados Unidos los derechos a las bases militares (aunque sin armamento nuclear).
- 1969: en los Estados Unidos se establece el primer enlace de ARPANET, antecesora de la red internet, realizada entre la UCLA y la Universidad Stanford.
- 1970: en la guerra de Vietnam, un equipo conjunto de la Fuerza Aérea y el Ejército de los Estados Unidos asalta el campo de prisioneros de guerra de Sơn Tây en un intento por liberar a los prisioneros de guerra estadounidenses que se cree que se encuentran allí en la Operación Costa de Marfil.
- 1974: en Birmingham (Inglaterra) explotan dos pubs; mueren 21 personas. Son acusados falsamente seis jóvenes (Hugh Callaghan, Patrick Hill, Gerard Hunter, Richard McIlkenny, William Power y John Walker), que los medios denominaron los Seis de Birmingham. Tras un infame caso de montaje judicial, el 15 de agosto de 1975 serán condenados a cadena perpetua. Hasta 16 años después (el 14 de marzo de 1991) la justicia británica reconocerá su inocencia y los liberará.
- 1981: en Buenos Aires —en el marco de la Dictadura militar (1976-1983)—, el dictador Roberto Viola delega la presidencia por cuestiones de salud en el ministro del Interior, el general Horacio Tomás Liendo.
- 1985: el analista de inteligencia de la Armada de los Estados Unidos, Jonathan Pollard, es arrestado por espiar después de ser sorprendido dando a Israel información clasificada sobre las naciones árabes. Posteriormente, es condenado a cadena perpetua.
- 1990: Nintendo lanza al mercado la Super Nintendo Entertainment System en Japón.
- 1995: finaliza la conferencia de Dayton, que puso fin a las guerras yugoslavas.
- 1996: explota una zapatería de Humberto Vidal en Río Piedras, Puerto Rico, muriendo treinta y tres personas.
- 2000: en España, la banda terrorista ETA asesina al exministro socialista Ernest Lluch.
- 2000: en Buenos Aires (Argentina), queda en libertad el expresidente Carlos Menem, preso por cargos de asociación ilícita.
- 2002: en Jerusalén, un terrorista de Hamás hace estallar en un autobús una bomba que lleva adosada a su cuerpo. Mueren once personas.
- 2002: la OTAN invita a Estonia, Letonia, Lituania, Bulgaria, Rumanía, Eslovaquia y Eslovenia a convertirse en miembros.
- 2002: se ha lanzado el popular videojuego Pokémon Rubí y Pokémon Zafiro para Game Boy Advance
- 2004: la isla de Dominica es arrasada por el terremoto más destructivo de su historia. Los mayores daños se verificaron en la mitad norte de la isla, especialmente el pueblo de Portsmouth.
- 2006: en los suburbios de Beirut (Líbano) es asesinado el ministro de Industria Pierre Gemayel, de tendencias fuertemente antisirias.
- 2006: Ian Thorpe, nadador olímpico australiano, anuncia su retirada.[1]
- 2009: en una mina de carbón en Heilongjiang (China) ocurre la explosión minera, en la cual pierden la vida 104 personas.
- 2011: One Direction lanzó al mercado de Reino Unido su primer álbum de estudio, titulado Up All Night.
- 2012: Bolivia realiza el censo de población y vivienda.
- 2013: En Ucrania se inician protestas masivas  después de que el presidente Víktor Yanukóvich anunciara la suspensión de la firma del Acuerdo de Asociación entre Ucrania y la Unión Europea.
- 2014: un agujero de 50 m se traga varias casas en los Montes Urales, cerca de las ciudad de Solikamsk (Rusia).[2][3]
- 2016: en el norte de Japón se produce un terremoto de magnitud 7,3 en la escala de Richter.
- 2017: Robert Mugabe renuncia a la presidencia de Zimbabue, después de permanecer 37 años en el poder ininterrumpidamente.[4]
- 2018: en Xiutetelco, Puebla, México sucede una explosión con al menos 4 muertos
- 2019: en toda Colombia se lleva a cabo el movimiento 21N un paro nacional en el que el país se manifiesta en contra de las políticas de gobierno del presidente de Colombia Iván Duque.
- 2021: en Chile son las elecciones presidenciales.
- 2023: en el Estadio Maracaná, luego de una trifulca policial, por primera vez en su historia, la selección de fútbol de Brasil es derrotada en su tierra. A su vez, Argentina se convierte en la primera selección en ganar por Eliminatorias CONMEBOL en Brasil en calidad de visitante. En esta serie de rachas, por primera vez en su historia, Brasil es derrotado tres veces consecutivas.

## Nacimientos
- 1582: François Maynard, poeta francés (f. 1646).
- 1643: René Robert Cavelier de La Salle, explorador francés (f. 1687).
- 1651: Tomás Vicente Tosca, matemático, cartógrafo y teólogo español (f. 1723).

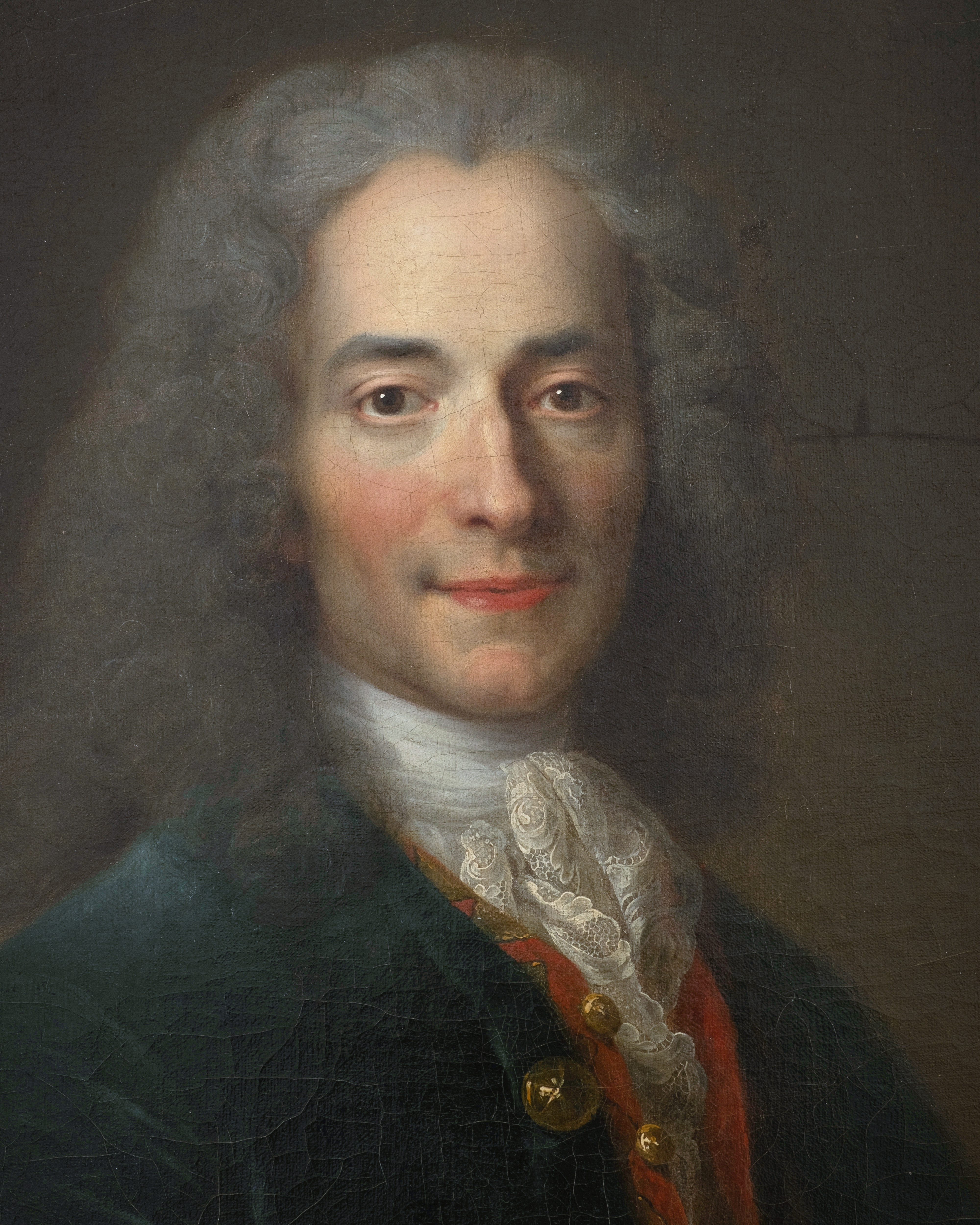
Voltaire.

- 1694: Voltaire, escritor y filósofo francés (f. 1778).
- 1733: Félix Latassa, religioso y bibliógrafo español (f. 1805).
- 1737: José Antonio Alzate, sacerdote mexicano (f. 1799).
- 1761: Dorotea Jordan, actriz irlandesa, amante del rey Guillermo IV (f. 1816).
- 1768: Friedrich Schleiermacher, teólogo alemán (f. 1834).
- 1774: Domingo French, militar argentino (f. 1825).
- 1818: Lewis Henry Morgan, abogado, antropólogo, etnólogo y escritor estadounidense (f. 1881).
- 1834: Friedrich Weyerhäuser, magnate estadounidense (f. 1914).
- 1834: Hetty Green, empresario estadounidense (f. 1916).

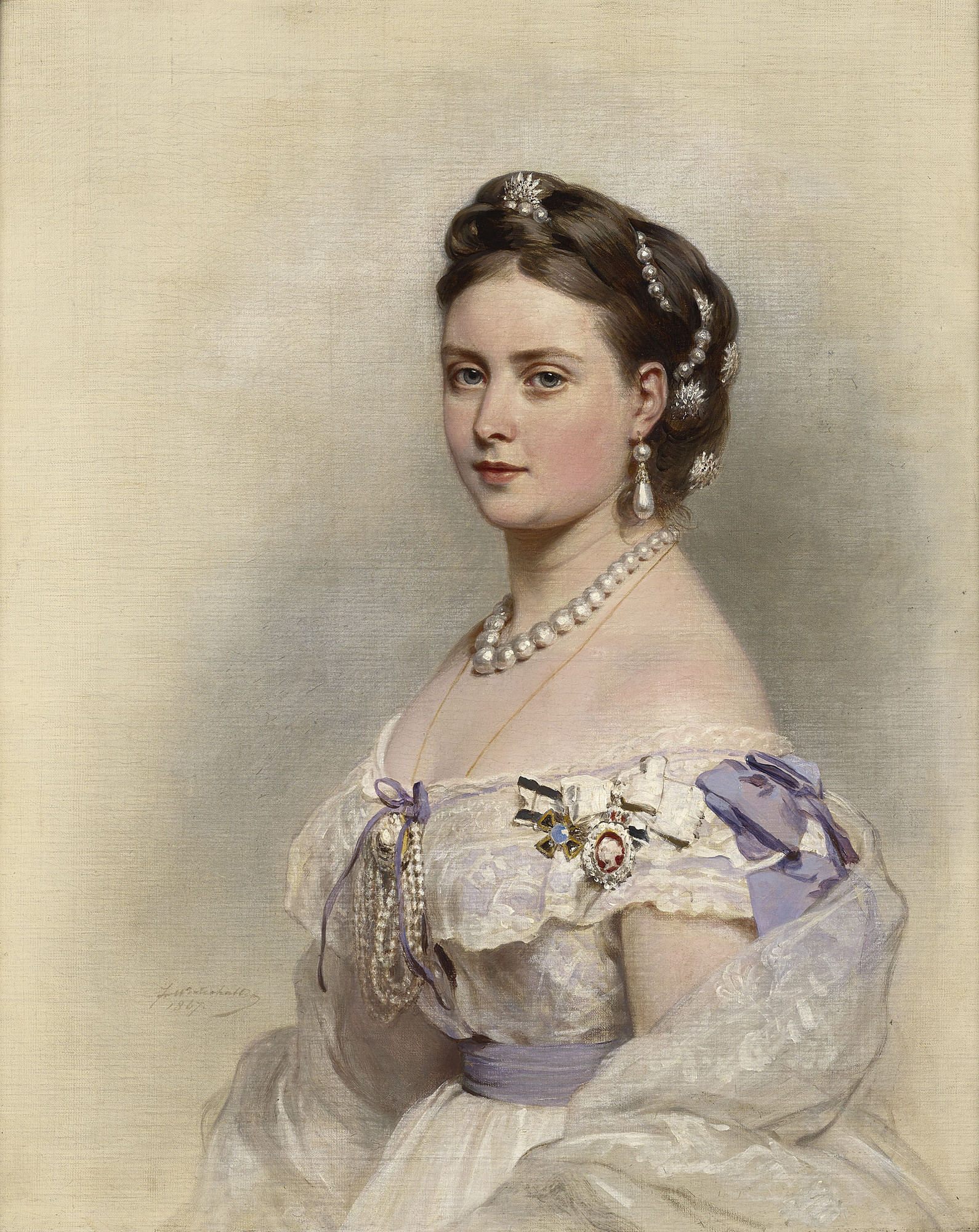
Victoria del Reino Unido.

- 1840: Victoria del Reino Unido, Princesa Real británica y Reina consorte de Prusia (f. 1901).
- 1841: José Nakens, periodista y activista español (f. 1926).
- 1848: José Tartiere, empresario español (f. 1927).
- 1851: Désiré-Joseph Mercier, arzobispo belga (f. 1926).
- 1852: Francisco Tárrega, compositor y guitarrista español (f. 1909).
- 1853: Hussein Kamel, sultán egipcio (f. 1917).
- 1854: Papa Benedicto XV (f. 1922).

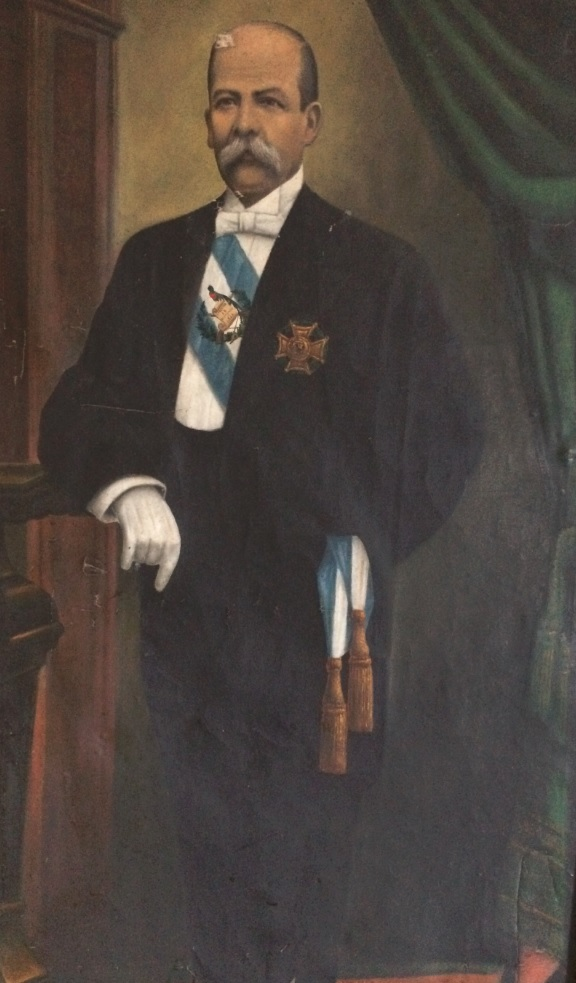
Manuel Estrada Cabrera.

- 1857: Manuel Estrada Cabrera, político guatemalteco, presidente de Guatemala entre 1898 y 1920 (f. 1924).
- 1861: Tom Horn, asesino en serie estadounidense (f. 1903).
- 1868: Federico Pelico Tinoco, político y dictador costarricense (f. 1931).
- 1870: Alexander Berkman, activista y escritor estadounidense (f. 1936).
- 1870: Sigfrid Edström, empresario sueco (f. 1964).
- 1877: Sigfrid Karg-Elert, compositor alemán (f. 1933).
- 1878: Gustav Radbruch, político alemán (f. 1949).
- 1880: Juan Veltroni, arquitecto italiano (f. 1942).
- 1882: Harold Lowe, oficial galés del buque Titanic (f. 1944).

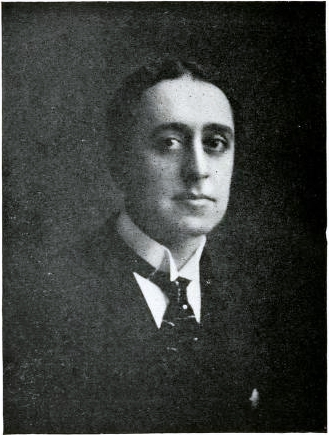
César Miranda.

- 1884: César Miranda, político y escritor uruguayo (f. 1960).
- 1885: Pedro Gual Villalbí, economista y político español (f. 1968).
- 1897: Mollie Steimer anarquista estadounidense de origen ruso (f. 1980).
- 1898: René Magritte, pintor belga (f. 1967).
- 1899: Jobyna Ralston, actriz estadounidense (f. 1967).
- 1901: Francisco Cantera Burgos, humanista, hebraísta e historiador español (f. 1978).
- 1902: Mijaíl Súslov, político soviético (f. 1982).
- 1904: Coleman Hawkins, saxofonista estadounidense de jazz (f. 1969).
- 1909: Hermann Paul Müller, piloto alemán de automovilismo y motociclismo (f. 1975).

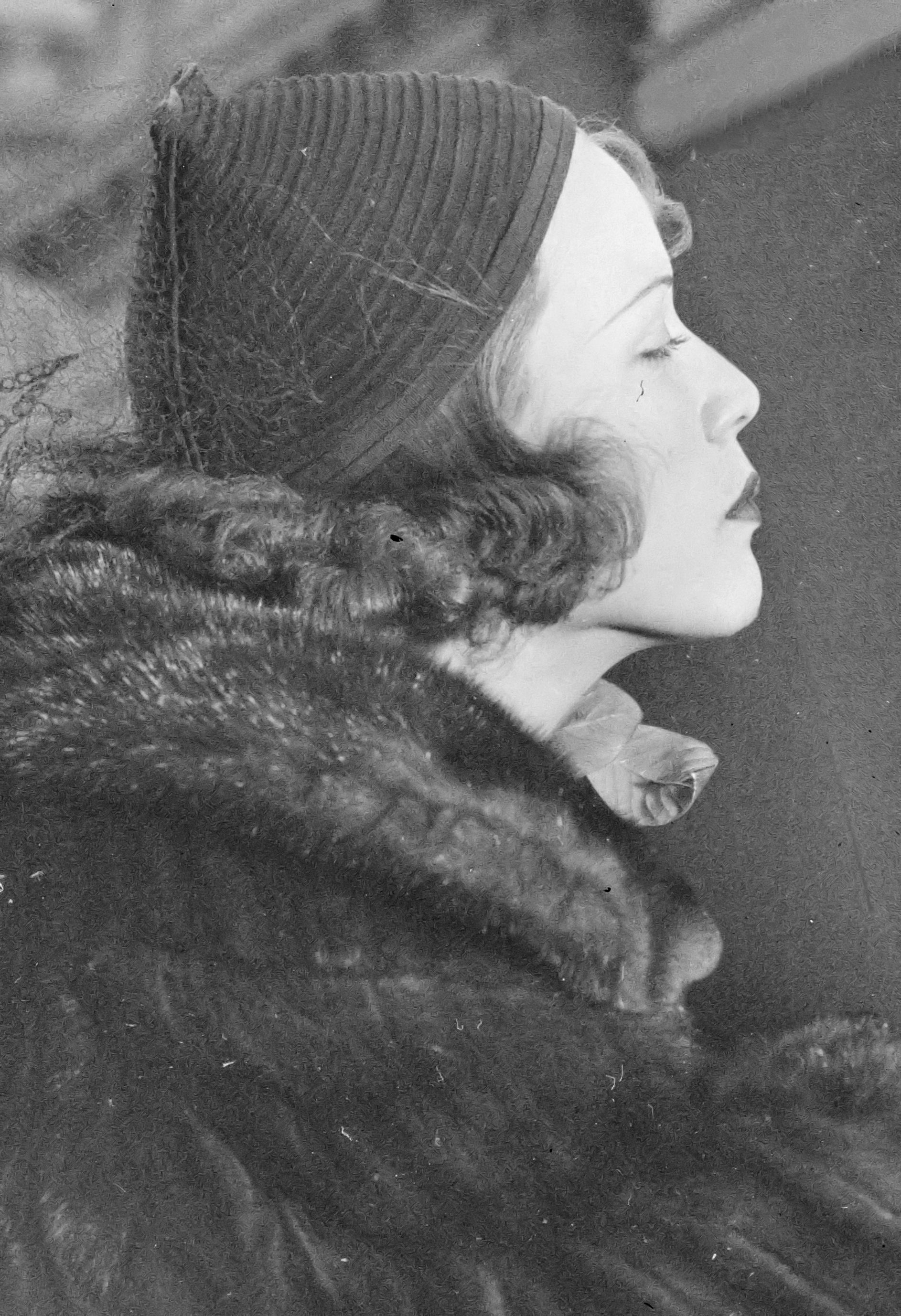
Eleanor Powell.

- 1912: Eleanor Powell, actriz y bailarina estadounidense (f. 1982).
- 1914: Henri Laborit, físico y filósofo francés (f. 1995).
- 1919: Steve Brodie, actor estadounidense (f. 1992).
- 1920: Stan Musial, beisbolista estadounidense (f. 2013).
- 1921: Pepe Luis Vázquez, torero español (f. 2013).
- 1922: María Casares, actriz española (f. 1996).
- 1923: Veliko Kadiyévich, general yugoslavo. (f. 2014).
- 1924: Víctor Martínez, abogado y político argentino (f. 2017).
- 1924: Christopher Tolkien, escritor británico (f. 2020).
- 1925: Xie Jin, cineasta chino (f. 2008).
- 1926: Odd Børretzen, cantante y escritor noruego (f. 2012).
- 1926: William Wakefield Baum, arzobispo estadounidense (f. 2015).
- 1927: Georgia Frontiere, empresaria estadounidense (f. 2008).
- 1927: Andrés Donoso, ingeniero chileno (f. 2005).
- 1927: Ernesto de la Peña, poeta, filósofo y académico mexicano  (f. 2012).
- 1929: Luis Arédez, médico pediatra y político argentino (f. 1977), intendente municipal del pueblo Ledesma en 1973; torturado y asesinado por órdenes del empresario Carlos Pedro Blaquier (1927-2023).
- 1929: Marilyn French, escritora estadounidense (f. 2009).
- 1930: Alfonso Calderón, poeta, novelista, ensayista y crítico chileno (f. 2009).[5]
- 1931: Lewis Binford, arqueólogo estadounidense (f. 2011).
- 1932: Beryl Bainbridge, escritor británico (f. 2010).
- 1935: Fairuz, cantante y actriz libanesa.
- 1936: James DePreist, director de orquesta estadounidense (f. 2013)
- 1936: Juan “El Gallo” Calderón, periodista y locutor hispanomexicano (f. 2011).
- 1937: Ingrid Pitt, actriz polaca (f. 2010).
- 1938: Bernt Carlsson, diplomático sueco (f. 1988).
- 1939:
  - Budd Dwyer, político estadounidense (f. 1987).
  - Jeannot Szwarc, director de cine y televisión francés (f. 2025).
- 1940: Freddy Beras-Goico, presentador de televisión y comediante dominicano (f. 2010).

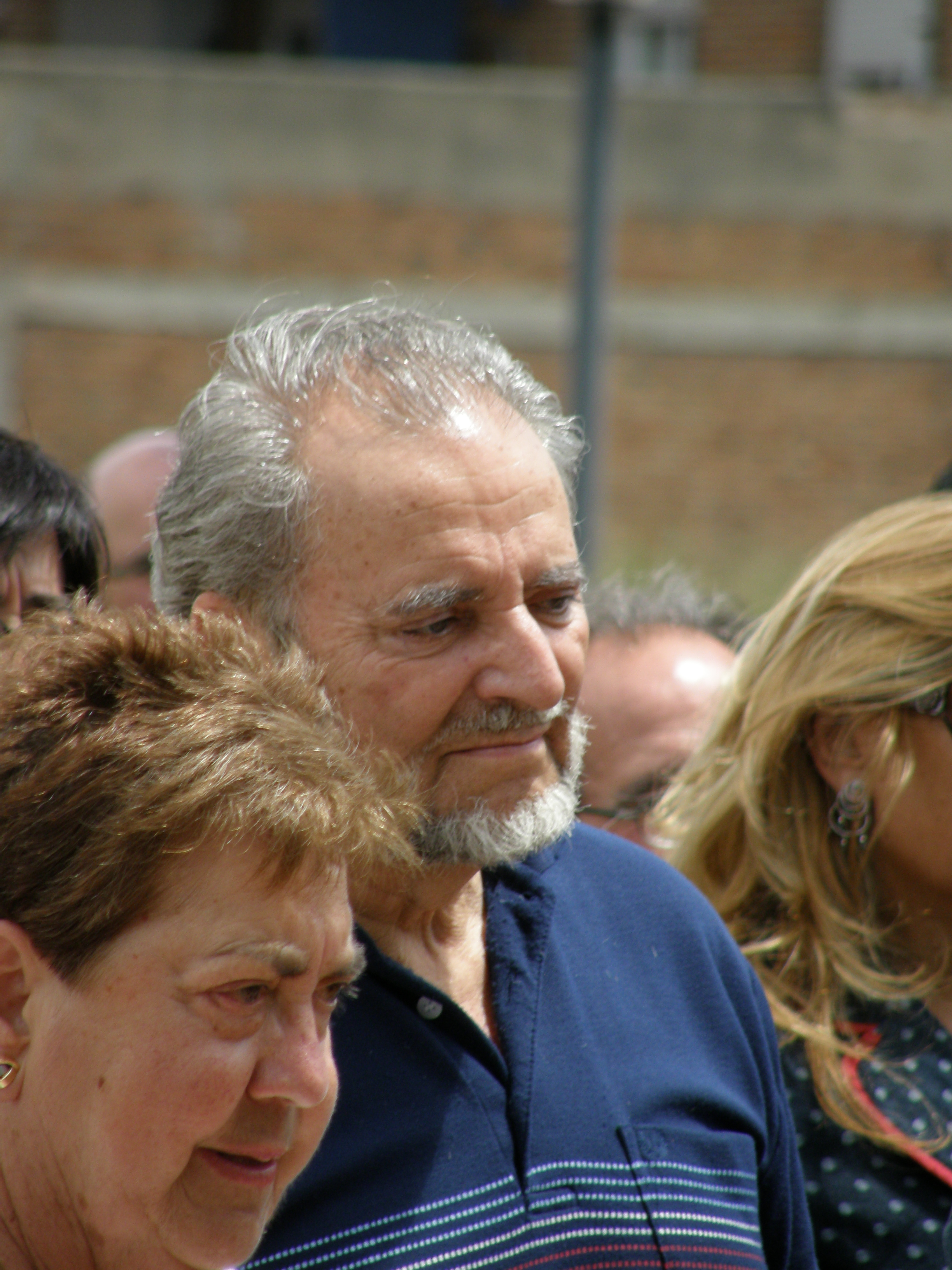
Julio Anguita.

- 1941: Julio Anguita, político español (f. 2020).
- 1941: Idil Biret, pianista turco.
- 1942: Heidemarie Wieczorek-Zeul, política alemana.
- 1943: Jacques Laffite, piloto de automovilismo francés.
- 1944: Richard Durbin, político estadounidense.
- 1944: Earl Monroe, baloncestista estadounidense.
- 1944: Harold Ramis, actor y cineasta estadounidense (f. 2014).
- 1945: Carmen Avendaño, activista gallega en contra del narcotráfico.

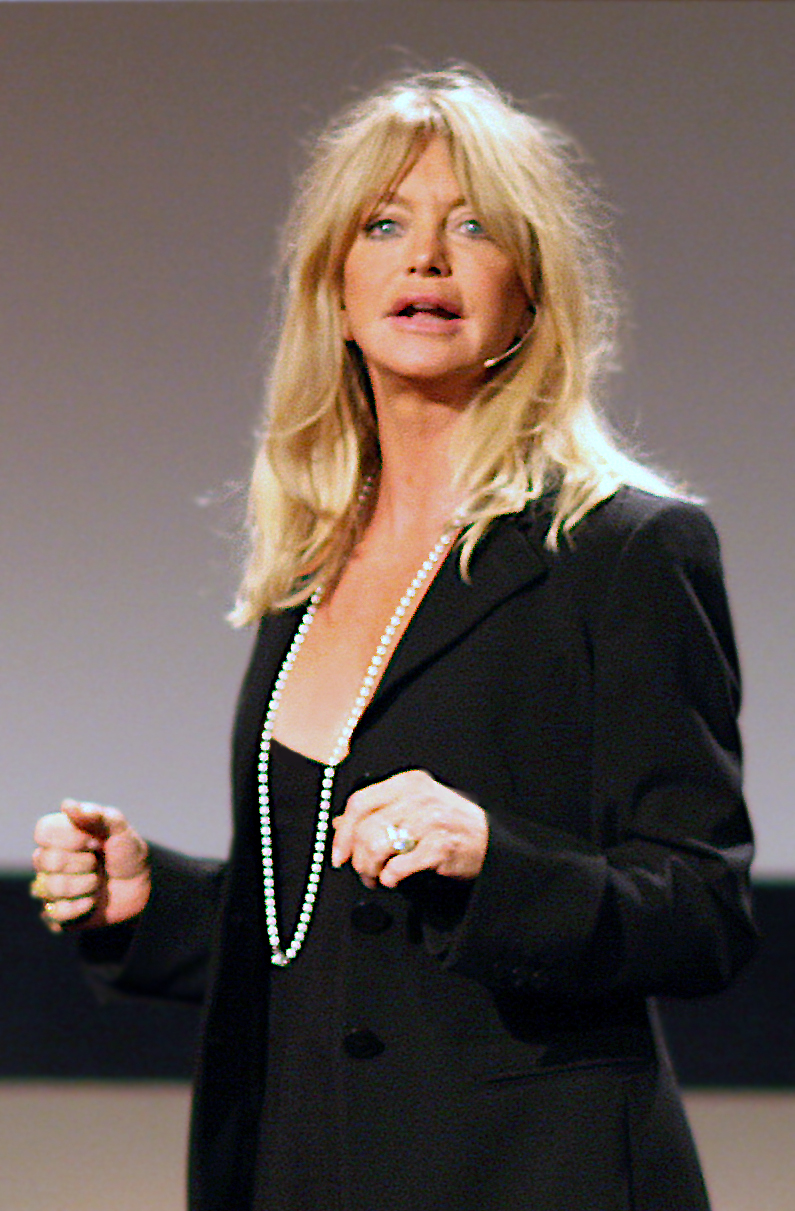
Goldie Hawn.

- 1945: Goldie Hawn, actriz estadounidense.
- 1946: Emma Cohen, actriz española (f. 2016).
- 1947: Jorge Coulón, cantante chileno y político, del grupo Inti-Illimani
- 1948: Alphonse Mouzon, jazzista estadounidense (f. 2016).
- 1948: Michel Sleiman, militar y político libanés, presidente del Líbano entre 2008 y 2014.
- 1952: Pedro Lemebel, escritor y artista visual chileno (f. 2015).
- 1952: Eugenio Monesma, director de cine etnográfico y fotógrafo español.
- 1954: Fiona Pitt-Kethley, poetisa, novelista, escritora y periodista británica.
- 1954: José Diego Álvarez, futbolista español.
- 1955: Cedric Maxwell, baloncestista estadounidense.
- 1956: José Ramón de la Morena, periodista español.
- 1956: Cherry Jones, actriz estadounidense.
- 1958: David Reivers, actor estadounidense.
- 1959: Naoko Watanabe, seiyū japonesa.
- 1961: Maria Kawamura, actriz, seiyū y cantante japonesa.
- 1962: Steven Curtis Chapman, músico estadounidense.
- 1963: Nicollette Sheridan, actriz anglo-estadounidense.
- 1964: Shane Douglas, luchador profesional estadounidense.
- 1964: Olden Polynice, baloncestista haitiano.

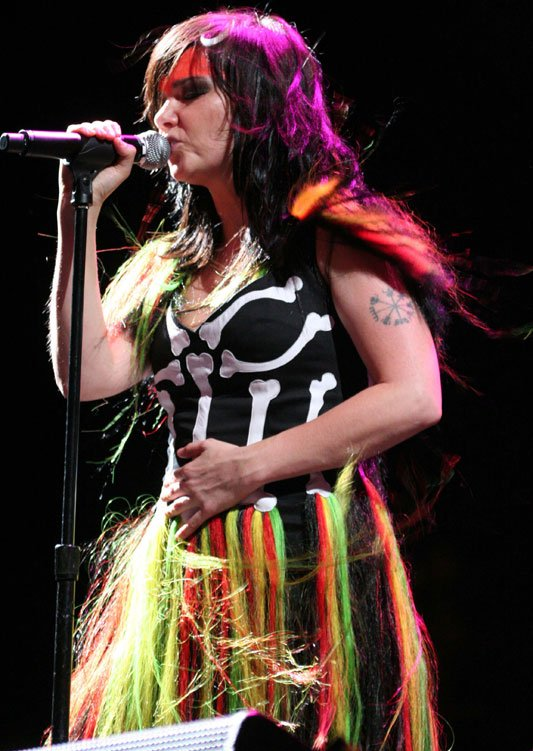
Björk.

- 1965: Björk, cantante, compositora y actriz islandesa, de la banda The Sugarcubes.
- 1965: Reggie Lewis, baloncestista estadounidense (f. 1993).
- 1965: Alexander Siddig, actor británico.
- 1965: Yuriko Yamaguchi, seiyū japonesa.
- 1966: Troy Aikman, exjugador estadounidense de fútbol americano.
- 1966: Evgeny Bareev, ajedrecista ruso.
- 1967: Ken Block, piloto de automovilismo estadounidense (f. 2023).
- 1967: Poli Díaz, boxeador español.
- 1968: Alex James, bajista británico de la banda Blur.
- 1968: Antonio Tarver, boxeador estadounidense.
- 1968: Sean Schemmel, actor de voz estadounidense.
- 1969: Ken Griffey, Jr., beisbolista estadounidense.
- 1971: Luis Alfredo Hernández, locutor venezolano.
- 1972: David Tua, boxeador samoano.
- 1972: Leo Allen, comediante y escritor estadounidense.
- 1972: Cristian Moreni, ciclista italiano.
- 1972: Bae Seong-woo, actor surcoreano.
- 1972: Thomas Schleicher, yudoca austriaco (f. 2001).
- 1972: Orlando Suárez, futbolista español.
- 1972: Ian Goodison, futbolista jamaicano.
- 1972: Unai Etxebarria, ciclista venezolano.
- 1972: Rain Phoenix, actriz estadounidense.
- 1973: Inés Sastre, modelo y actriz española.
- 1973: Jorge Azcón, alcalde de Zaragoza.
- 1974: Kensuke Kagami, futbolista japonés.
- 1974: Taisuke Hiramoto, futbolista japonés.
- 1974: Masanobu Matsunami, futbolista y entrenador japonés.
- 1974: André Schulze, ciclista alemán.
- 1974: Gabriela Müller, piragüista suiza.
- 1974: Aaron Solowoniuk, músico canadiense.
- 1974: Marina de Tavira, actriz mexicana.
- 1975: Chris Moneymaker, jugador estadounidense de póquer.
- 1975: Erlend Oye, músico noruego, de las bandas Kings of Convenience y The Whitest Boy Alive.
- 1975: Carolina Escobar, periodista y presentadora chilena.
- 1975: Jimmi Simpson, actor estadounidense.
- 1977: Bruno Berner, futbolista suizo.
- 1977: Mar Gómez Glez, escritora y dramaturga española.
- 1977: Tobias Sammet, vocalista alemán, de la banda Edguy.

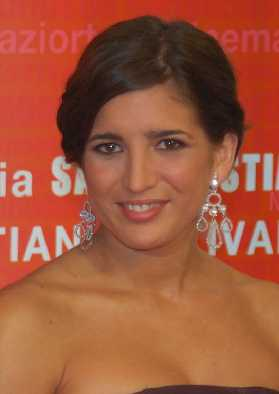
Lucía Jiménez, actriz y cantante española.

- 1978: Lucía Jiménez, actriz y cantante española.
- 1978: Yasmine Al Massr, actriz y bailarina de origen libanés
- 1979: Vincenzo Iaquinta, futbolista italiano.
- 1979: Stromile Swift, baloncestista estadounidense.
- 1979: Saeed al-Ghamdi, terrorista saudí que participó en el 11S (f. 2001).
- 1980: Leonardo González, futbolista costarricense.
- 1980: Tim Lambesis, vocalista estadounidense, de la banda As I Lay Dying.

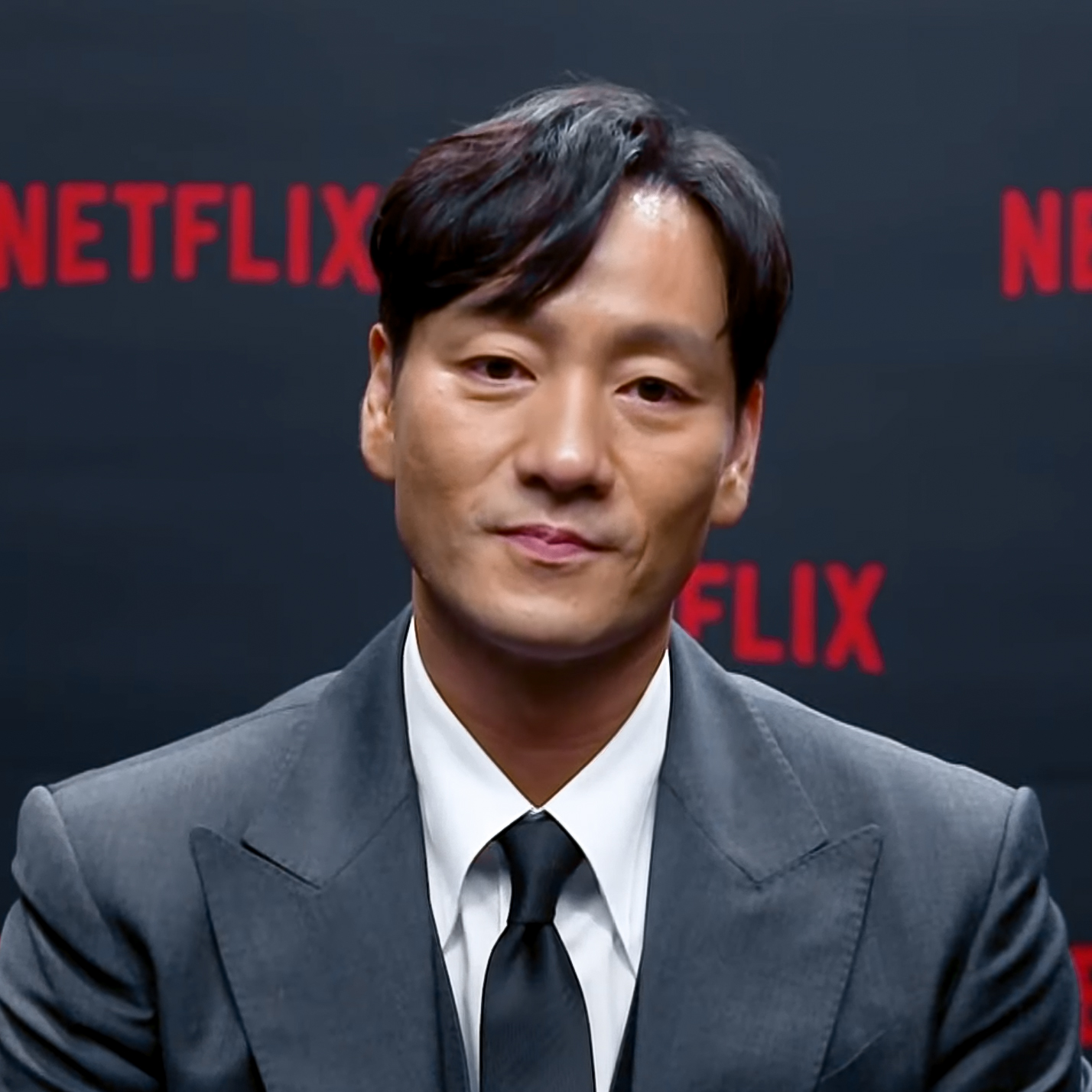
Park Hae-soo

- 1981: Jonny Magallón, futbolista mexicano.
- 1981: Chizuru Ikewaki, actriz japonesa.
- 1981: Park Hae-soo, actor surcoreano.
- 1982: Pablo Salazar, futbolista costarricense.
- 1983: Brie Bella, luchadora estadounidense.
- 1983: Nikki Bella, luchadora estadounidense.
- 1983: Serge Pauwels, ciclista belga.
- 1984: Álvaro Bautista, piloto español de motociclismo.
- 1984: Hope Dworaczyk, modelo estadounidense.
- 1984: Jena Malone, actriz estadounidense.
- 1985: Jesús Navas, futbolista español.
- 1985: Carly Rae Jepsen, cantante canadiense.
- 1988: Alexander Robinson, futbolista costarricense.
- 1989: Darvin Chávez, futbolista mexicano.
- 1989: Fabian Delph, futbolista británico.
- 1990: Dani King, ciclista británico.
- 1992: Conor Maynard, cantautor británico.
- 1994: Saúl Ñíguez, futbolista español.
- 1996: Miguel Loureiro, futbolista español.
- 1998: Vangelis Pavlidis, futbolista griego.
- 1998: Takuya Yasui, futbolista japonés.
- 1999: Islam Chesnokov, futbolista kazajo.
- 1999: Fenna Kalma, futbolista neerlandesa.
- 1999: Hinata Miyazawa, futbolista japonesa.
- 2000: Jonathan Manuel Valle, futbolista salvadoreño.
- 2001: Matisse Samoise, futbolista belga.
- 2003: Giulio Pellizzari, ciclista italiano.

## Fallecimientos

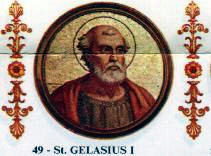
El papa Gelasio I.

- 496: Gelasio I, papa italiano (n. ¿?)
- 615: Columbano de Luxeuil, misionero irlandés (n. 543).
- 1011: Reizei emperador japonés (n. 950).
- 1150: García Ramírez, rey navarro (n. 1150).
- 1361: Felipe I de Borgoña (n. 1346).
- 1555: Georgius Agrícola, minerólogo alemán (n. 1494).
- 1579: Thomas Gresham, mercader y financiero inglés (n. 1519).
- 1652: Jan Brożek, matemático y físico polaco (n. 1585).

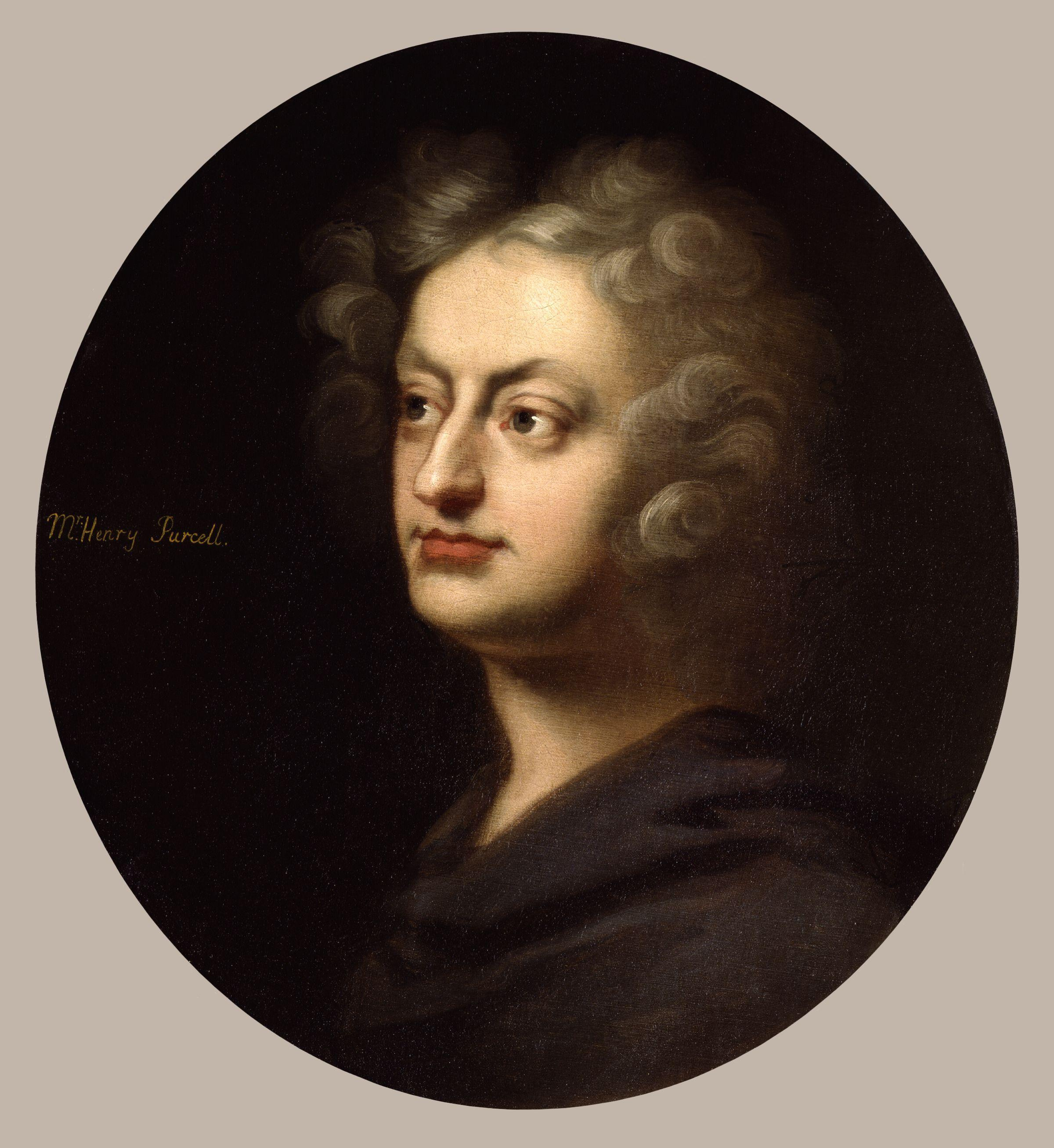
Henry Purcell.

- 1695: Henry Purcell, compositor británico (n. 1659).
- 1730: François de Troy, pintor francés (n. 1645).
- 1775: John Hill, botánico británico (n. ca. 1716).
- 1782: Jacques de Vaucanson, inventor francés (n. 1709).
- 1811: Heinrich von Kleist, poeta alemán (n. 1777).
- 1829: José Félix Bogado, militar argentino de origen paraguayo (n. 1777).
- 1844: Iván Krylov, escritor ruso (n. 1769).
- 1849: François Marius Granet, pintor francés (n. 1777).
- 1853: Rufino Cuervo, político, estadista y periodista colombiano (n. 1801).
- 1859: Yoshida Shōin, intelectual japonés (n. 1830).
- 1861: Enrique Lacordaire, obispo y activista francés (n. 1802).

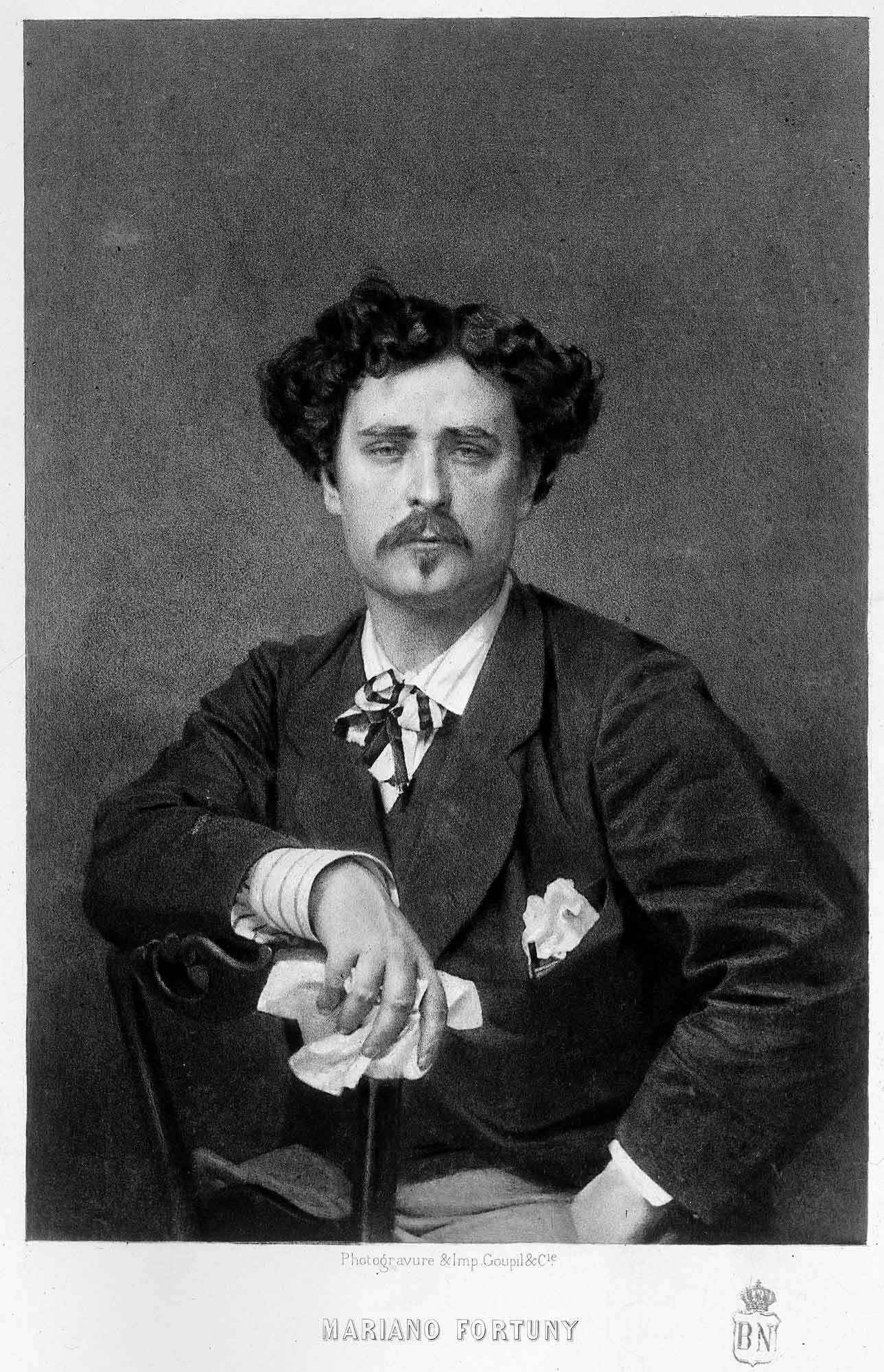
El pintor catalán Mariano Fortuny.

- 1874: Mariano Fortuny, pintor español (n. 1838).
- 1881: Ami Boué, geólogo austríaco (n. 1794).
- 1899: Garret Hobart, político y vicepresidente estadounidense (n. 1844).
- 1907: Paula Modersohn-Becker, pintora alemana (n. 1876).
- 1908: Carl Friedrich Schmidt, geólogo y botánico báltico alemán (n. 1832).
- 1909: Peder Severin Krøyer, pintor noruego (n. 1851).
- 1911: Escolástico Rubio Gómez, político español (n. 1846).
- 1912: Máximo Tajes, presidente uruguayo (n. 1852).
- 1916: Francisco José I, emperador austriaco (n. 1830).
- 1922: Ricardo Flores Magón, anarquista mexicano (n. 1873).
- 1928: Hermann Sudermann, novelista alemán (n. 1857).
- 1938: Leopold Godowsky, pianista y compositor estadounidense (n. 1870).
- 1942: Barry Hertzog, general y primer ministro sudafricano (n. 1866).
- 1944: Joseph Caillaux, político francés (n. 1863).
- 1945: Robert Benchley, actor y crítico estadounidense (n. 1889).
- 1945: Saúl Montes Bradley, publicista argentino (n. 1907).

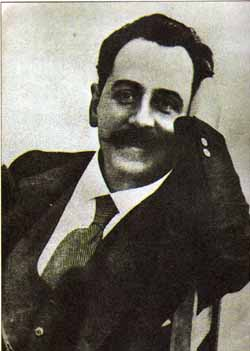
Eduardo Marquina.

- 1946: Eduardo Marquina, escritor español (n. 1879).
- 1951: Jean d'Agraives, escritor francés (n. 1892).
- 1952: Henriette Roland Holst, poeta y socialista neerlandés (n. 1869).
- 1953: Felice Bonetto, piloto de automovilismo italiano (n. 1903).
- 1958: Mel Ott, beisbolista estadounidense (n. 1909).
- 1959: Max Baer, boxeador estadounidense (n. 1909).
- 1960: Leopoldo Torres Balbás, exdirector español de la Alhambra.
- 1963: Robert Franklin Stroud, criminal y ornitólogo estadounidense (n. 1890).
- 1965: Astrojildo Pereira, escritor y político brasileño (n. 1890).
- 1969: Mutesa II de Buganda, presidente ugandés entre 1963 y 1966 (n. 1924).
- 1970: Chandrasekhara Raman, físico indio, premio nobel de física en 1930 (n. 1888).
- 1974: Frank Martin, compositor suizo (n. 1890).
- 1975: Luis Felipe Vivanco, poeta español (n. 1907).
- 1979: Asja Lācis, directora de teatro letona (n. 1891).
- 1980: Sara García, actriz mexicana (n. 1895).
- 1981: Harry von Zell, actor estadounidense (n. 1906).
- 1983: Alphonse Barbé, anarquista francés (n. 1885).
- 1986: Jerry Colonna, cómico y cantante estadounidense (n. 1904).
- 1987: Howard E. Bigelow, micólogo estadounidense (n. 1923).
- 1988: Carl Hubbell, beisbolista estadounidense (n. 1903).
- 1992: Severino Gazzelloni, flautista italiano (n. 1919).
- 1992: Kaysone Phomvihane, presidente laosiano (n. 1920).

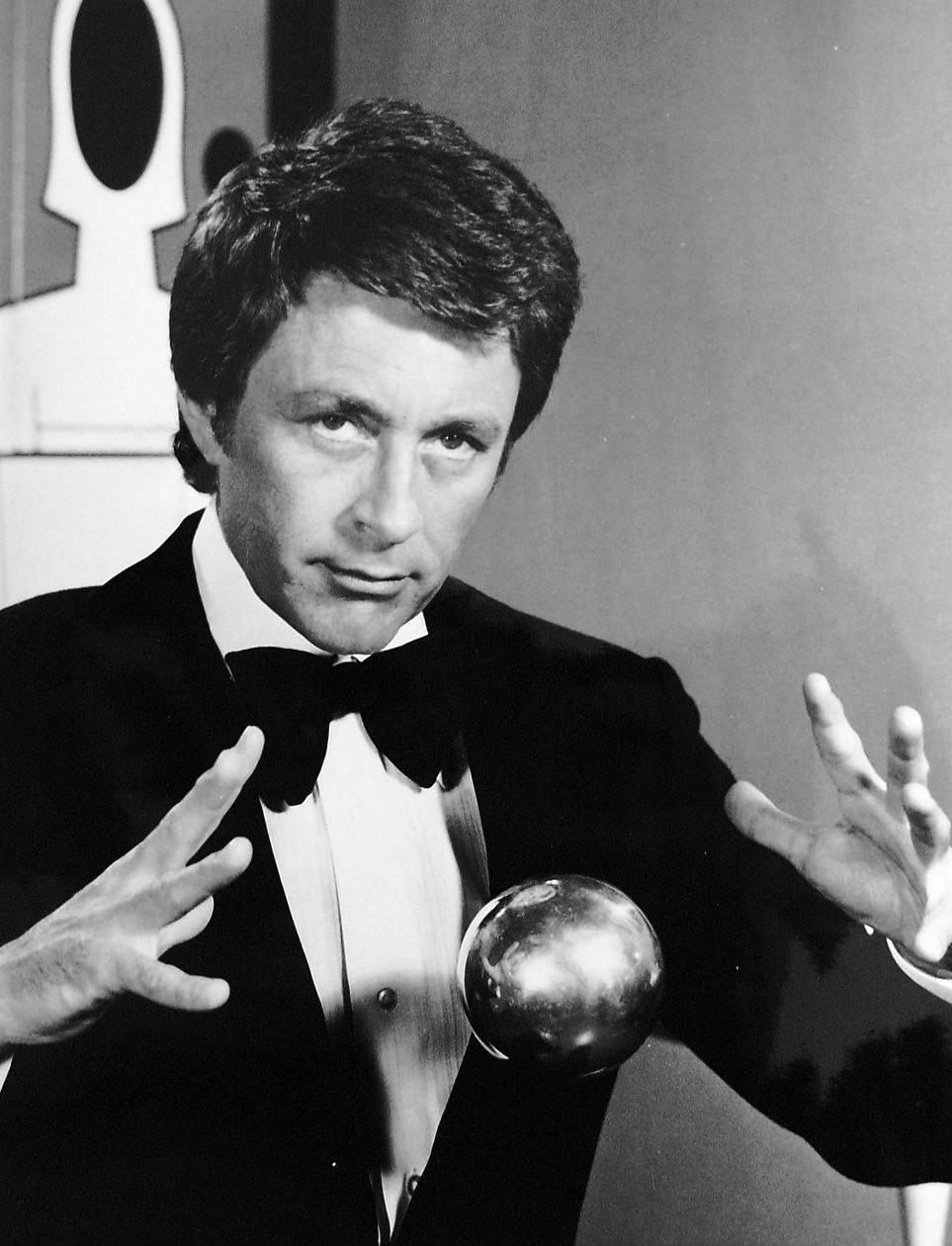
Bill Bixby.

- 1993: Bill Bixby, actor estadounidense (n. 1934).
- 1994: Santiago Chalar, poeta, cantautor y traumatólogo uruguayo (n. 1938).
- 1994: Willem Jacob Luyten, astrónomo neerlandés (n. 1899).
- 1994:Juancho Rois, acordeonero colombiano (n. 1958).
- 1995: Peter Grant, mánager británico de bandas musicales (n. 1935).
- 1996: Abdus Salam, físico pakistaní, premio nobel de física en 1979 (n. 1926).
- 1999: Quentin Crisp, escritor británico (n. 1908).
- 1999: Horacio Gómez Bolaños, actor y guionista mexicano (n. 1930).
- 2000: Ernest Lluch, político y ministro español (n. 1937).
- 2002: Norihito, aristócrata japonés (n. 1954).
- 2002: Arturo Guzmán Decena, terrorista mexicano, fundador de Los Zetas (n. 1976).
- 2005: Rafael Humberto Moreno-Durán, novelista, cuentista, ensayista y dramaturgo (n. 1945).
- 2006: Hassan Gouled Aptidon, político somalí-yibutiano, primer presidente de Yibuti (n. 1916).
- 2006: Pierre Amine Gemayel, político y ministro libanés (n. 1972).
- 2006: José María Jover, historiador español (n. 1920).

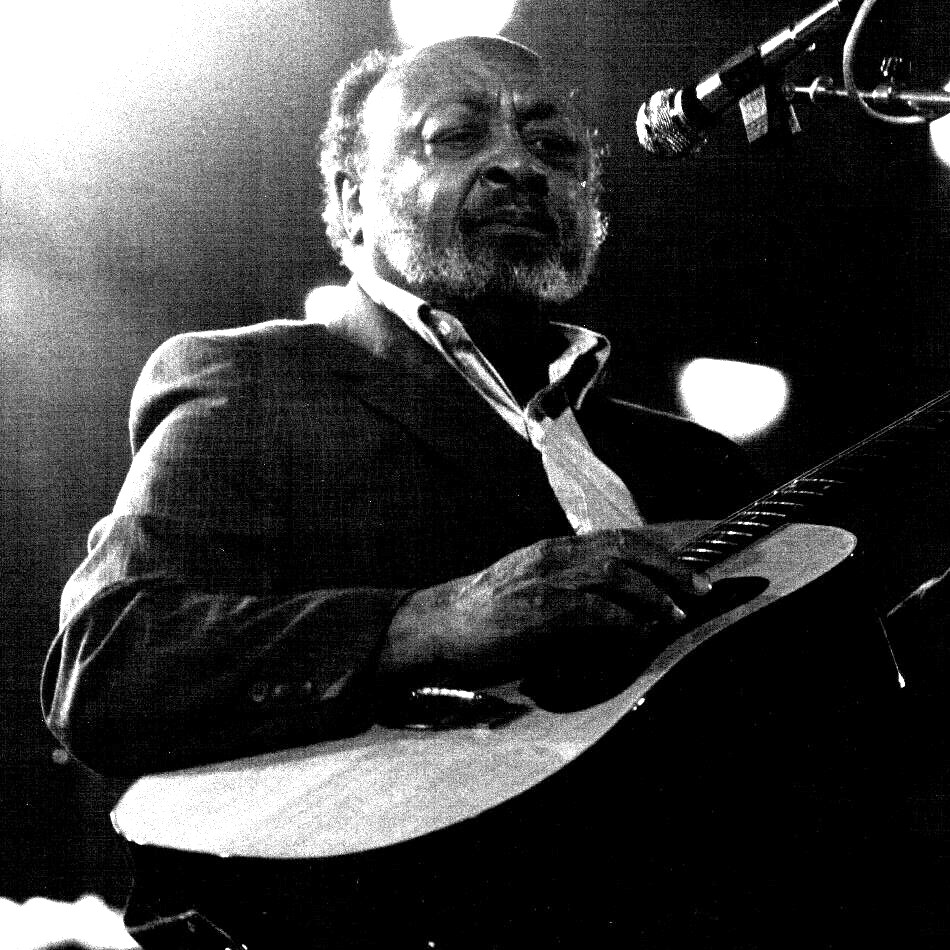
El guitarrista estadounidense Robert Lockwood Jr..

- 2006: Robert Lockwood Jr., guitarrista estadounidense de blues (n. 1915).
- 2007: Fernando Fernán Gómez, escritor, actor y director español (n. 1921).
- 2008: Malevo Ferreyra, comisario argentino acusado de crímenes de lesa humanidad (n. 1945).
- 2010: Rosaura Andreu, actriz y presentadora de televisión cubana (n. 1922).
- 2010: Silverio Cavazos, político mexicano; asesinado (n. 1968).
- 2010: David Nolan, político y activista estadounidense (n. 1943).
- 2011: Anne McCaffrey, escritora estadounidense (n. 1926).
- 2012: Deborah Raffin, actriz estadounidense (n. 1953).
- 2014: Joaquín Bedoya, cantante y compositor colombiano (n. 1943).
- 2016: Dicken Castro, fue un arquitecto y diseñador gráfico colombiano. (n. 1922).
- 2021: Antonio Escohotado, filósofo y jurista español (n. 1941).
- 2021: Guillermo Blanc (75), periodista, abogado, locutor y conductor televisivo argentino (n. 1946).
- 2022: Gabriel Camargo Salamanca, presidente del Deportes Tolima
- 2022: Wilko Johnson, guitarrista y compositor británico de rock y pop (n. 1947).
- 2024: Willy Quiroga, músico y cantante argentino (n. 1940).

## Celebraciones
- Día Mundial de la Televisión.[6]

- Día Mundial de la Espina Bífida.[7]

- Día Mundial del Vestido.[8]

- Día Mundial del Saludo.[9]

- Día Mundial de la Pesca.[10]En homenaje a las comunidades pesqueras de todo el mundo y para concientizar sobre la importancia de la pesca sostenible y responsable, así como para destacar el papel fundamental que desempeña la pesca en la alimentación y la economía mundial. También se busca promover la protección de los recursos pesqueros y el medio ambiente marino.

2024
- Día Mundial de la Filosofía.

- Día Mundial del Reciclaje y del Aire Puro.
El Día Mundial del Aire Puro fue instituido en 1977 por la Organización Mundial de la Salud (OMS) y se celebra el tercer jueves del mes de noviembre (siendo el 21 de noviembre en 2024).[11]

 Por países
(Por orden alfabético)
- Argentina: 
  - Día de la Enfermería Argentina.[12]

- Bangladés: 
  - Día de las Fuerzas Armadas.
(en inglés: Armed Forces Day).

- Estados Unidos: 
  - Día de las Hijas Trabajadoras. Para honrar a las mujeres que cuidan a sus padres de mayor edad, sin dejar de trabajar.
(en inglés: National Working Daughters Day).
  - Día Nacional del Relleno. Combinación de pan, ajo, cebolla y otros condimentos que se cocinan lentamente en el interior del pollo.
(en inglés: National Stuffing Day).
  - Día de la Galleta de Jengibre.
(en inglés: National Gingerbread Cookie Day).

- Venezuela: 
  - Día del Estudiante Universitario.[13]

### Santoral católico

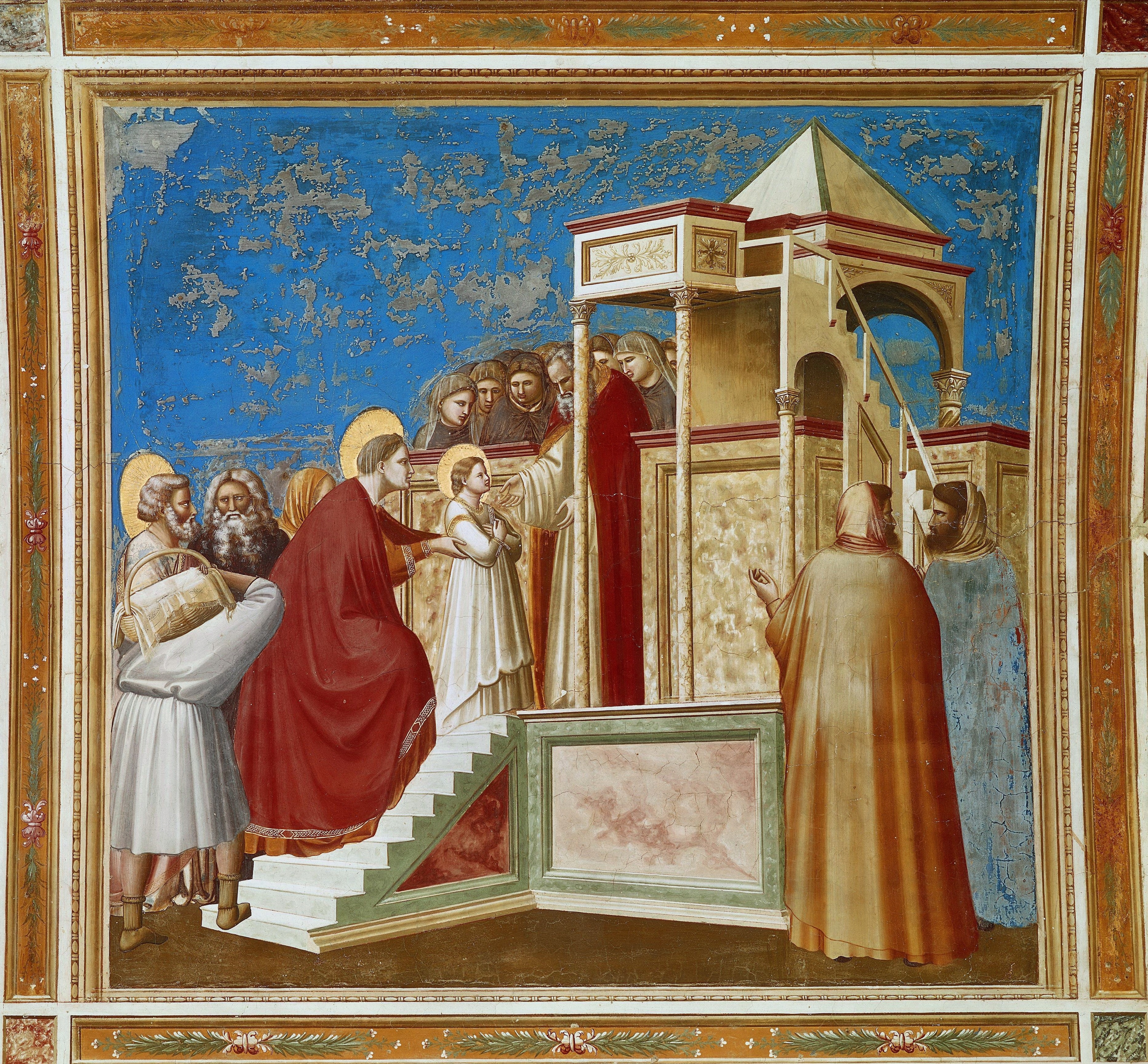
Presentación de la Virgen en el Templo (Giotto).

- Presentación de la Virgen (imagen ilustrativa).
- San Agapio de Cesarea.
- San Alberto de Lovaina.
- San Gelasio I.
- San Marino de Porec.
- San Mauro de Cesena.
- San Mauro de Verona.
- San Rufo de Roma.
- Beato Gelosio.
- Beata María de Jesús Buen Pastor.
- Beato Romeo de Llívia.

 Por países
(Por orden alfabético)
- Argentina: 
  - Virgen de los Remedios, patrona de los enfermeros argentinos. Este día del año 1935, se fundó la Federación de Asociaciones de Profesionales Católicas de Enfermería, que nombró a esta santa como su patrona.